# Paspalum inaequivalve
Paspalum inaequivalve är en gräsart som beskrevs av Giuseppe Raddi. Paspalum inaequivalve ingår i släktet tvillinghirser, och familjen gräs. Inga underarter finns listade i Catalogue of Life.